# Ruby (Wisconsin)
Ruby – miasto w Stanach Zjednoczonych, w stanie Wisconsin, w hrabstwie Chippewa.